# Achille Starace
Achille Starace (Sannicola, 18 de agosto de 1889 – Milão, 29 de abril de 1945) foi um político italiano, destacada figura da Itália Fascista e proeminente líder do Partido Nacional Fascista (PNF) nos anos anteriores à Segunda Guerra Mundial. Também exerceu outros cargos destacados, como presidente do Comitê Olímpico Nacional Italiano e o lugar de tenente da Milícia Voluntária para a Segurança Nacional (MVSN).

## Primeiros anos de vida
Starace nasceu em Sannicola naquele tempo uma divisão de Galípoli (Apúlia) ao sul de Itália nas redondezas de Lecce, filho de uma família salentina acomodada. Achille Starace estudou no Instituto Técnico de Lecce, onde obteve o grau de contador. Depois prosseguiu os seus estudos em Venecialos que abandonou para em 1909 alistar-se no Regio Esercito [Exército Real], em 1912 chegou a ser Sottotenente [segundo tenente] dos Bersaglieri.
Devido às suas ações durante a Primeira Guerra Mundial, Starace foi condecorado pelo seu serviço, ganhou uma Medalha d'Argento ao Valorize Militar [Medalha de Prata ao Valor Militar]. Posteriormente à guerra, Achille abandonou o exército e mudou-se para Trento, onde teve o seu primeiro contacto com o nascente movimento fascista.
Starace, um grande nacionalista, uniu-se ao movimento fascista em Trento em 1920 e rapidamente chegou a ser o seu secretário político. Em 1921 os seus esforços chamaram à atenção de Benito Mussolini, quem os pôs a cargo da organização fascista em Trentino-Alto Adigio. Em outubro de 1921, Achille Starace foi designado vice-secretário do Partito Nazionale Fascista ou PNF [Partido Nacional Fascista]. Em 1922, participou na Marcia sua Roma [Marcha sobre Roma] liderando um esquadrão de Camisas-negras [Camicie Nere, CCNN ou Squadristi] em apoio a Mussolini.

## Proeminência
Posteriormente em 1922, Starace foi nomeado inspetor do partido da Sicília e foi feito membro do Comité Executivo do PNF. Em 1923, após demitir-se como vice-secretário do partido, foi nomeado como comandante da Milizia Volontaria per a Sicurezza Nazionale [Milícia Voluntária para a Segurança Nacional] em Trieste. A MVSN foi uma milícia totalmente voluntária criada a partir da antiga organização das Camisas-negras.
Em 1924, Starace foi eleito para a Câmara de Deputados e nomeado inspetor do PNF. Em 1926, Achille Starace chegou a ser por uma vez mais o vice-secretário do PNF, em 1928 nomeou-se-lhe secretário do partido em Milão.

### Secretário do partido

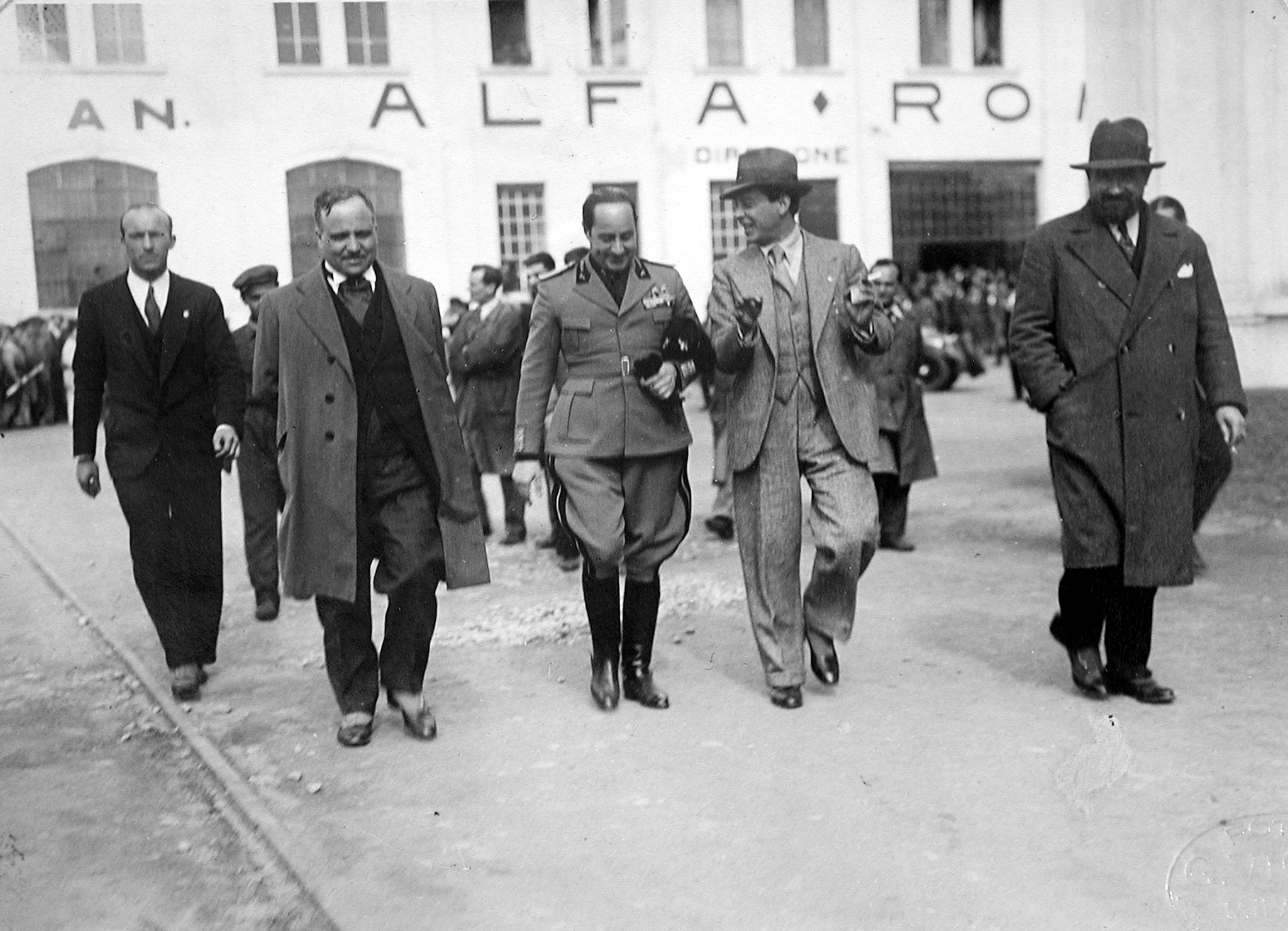
Starace (centro) e Italo Balbo (o primeiro da direita) durante uma visita à fábrica Alfa Romeo.

Em 1931, a sua carreira atingiu o seu ponto alto quando se fez secretário do Partido do PNF. Foi nomeado para o cargo, devido principalmente ao seu inquestionável e fanática lealdade a Benito Mussolini. Como secretário, Starace organizou desfiles em massa, marchas e propôs medidas de segregação racial antisemitas, além de promover em grande parte o culto à personalidade de Mussolini.
Ainda que Starace teve sucesso quanto ao aumento de membros ao partido, nos últimos anos do seu mandato como secretário falhou na reestruturação da Opera Nazionale Balilla [Organização da Juventude Fascista Italiana] sobre os preceitos das Juventudes Hitlerianas. Mesmo assim, não conseguiu inspirar um entusiasmo nacional para o fascismo, similar ao que o Partido Nazista gozava na Alemanha Starace desempenhou-se como secretário por oito anos. Mais tempo que qualquer outro secretário do partido. No entanto, em meados da década de 1930, tinha ganhado numerosos inimigos na hierarquia do partido.

### Herói de guerra
Em 1935, Starace que era coronel, tomou uma permissão de ausência como secretário do Partido Nacional Fascista, para participar na invasão italiana da Etiópia e lutou na frente norte. Em março de 1936, após a batalha de Shire, deu-lhe o comando de um grupo misto de camisas-negras e Bersaglieri que se reuniu em Asmara, Eritreia. Nesse mesmo mês, Starace e sua «coluna mecanizada» transportável em camiões dispuseram-se a avançar por agrestes caminhos para apoderar-se de Gondar, a capital da província de Begemder. Antes de partir, L'uomo pantera [o homem pantera] deu o seguinte discurso aos seus homens:
Citação: Soldados, esta é a operação mais importante e perigosa da campanha, não desperdiçem um tiro. A munição que transportamos é toda da que vamos dispor nesta viagem. Esta coluna deve ser como um cabo de alta tensão. Morte ao tacto! Os condutores de camiões devem aprender a manter à direita da estrada, sobre de severas sanções.

Grã-Bretanha é uma nação rica, Itália um país pobre, mas a gente de estados pobres tem músculos fortes. A única maneira de explicar as acções dos ingleses é que eles pensaram que o único facto de enviar uma grande frota ao Mediterrâneo faria que o premier Mussolini se tirasse o chapéu e se submetesse.

Em lugar disso, ele se encabritou como um puro sangue e enviou a seus combatentes a África.
As capacidades na construção de estradas dos homens de Starace desempenharam um papel igualmente importante que a sua destreza em combate. Na manhã seguinte ao discurso, a 1 de abril de 1936, a coluna entrou triunfalmente em Gondar e dois dias mais tarde chegou ao lago Tana, assegurando a fronteira com o Sudão Anglo-Egípcio. A «Coluna rápida do África Oriental» tinha coberto ao redor de 120 km em três dias.

### Volta à secretaria do partido
Após a sua campanha em Etiópia, Starace retomou os seus deveres no Partido e seguiu sendo objeto de controvérsia. Por exemplo, Starace decretou que todas as bandeiras utilizadas pelo Partido deveriam ser confecionadas de «Lanital», uma fibra têxtil italiana baseada em caseína e inventada em 1935 e que de acordo a Starace era um «produto do talento italiano». Em 1936, Dino Grandi o embaixador de Itália na Grã-Bretanha apareceu vestindo um traje que assegurava feito de 48 pintas de leite sem creme (nata).
Durante a crise de Munique, Starace foi um eloquente defensor da Terceira República Francesa, estando de acordo com a volta de Tunísia a Itália.
Em outubro de 1939 Starace foi finalmente destituído como secretário do Partido, em favor do popular Ettore Muti. Foi nomeado Chefe do Estado Maior da Milícia Voluntária para a Segurança Nacional (MVSN) e ocupou este cargo até que foi despedido por incompetência em maio de 1941. Foi sucedido por Enzo Galbiati.

## Aprisionamento e morte

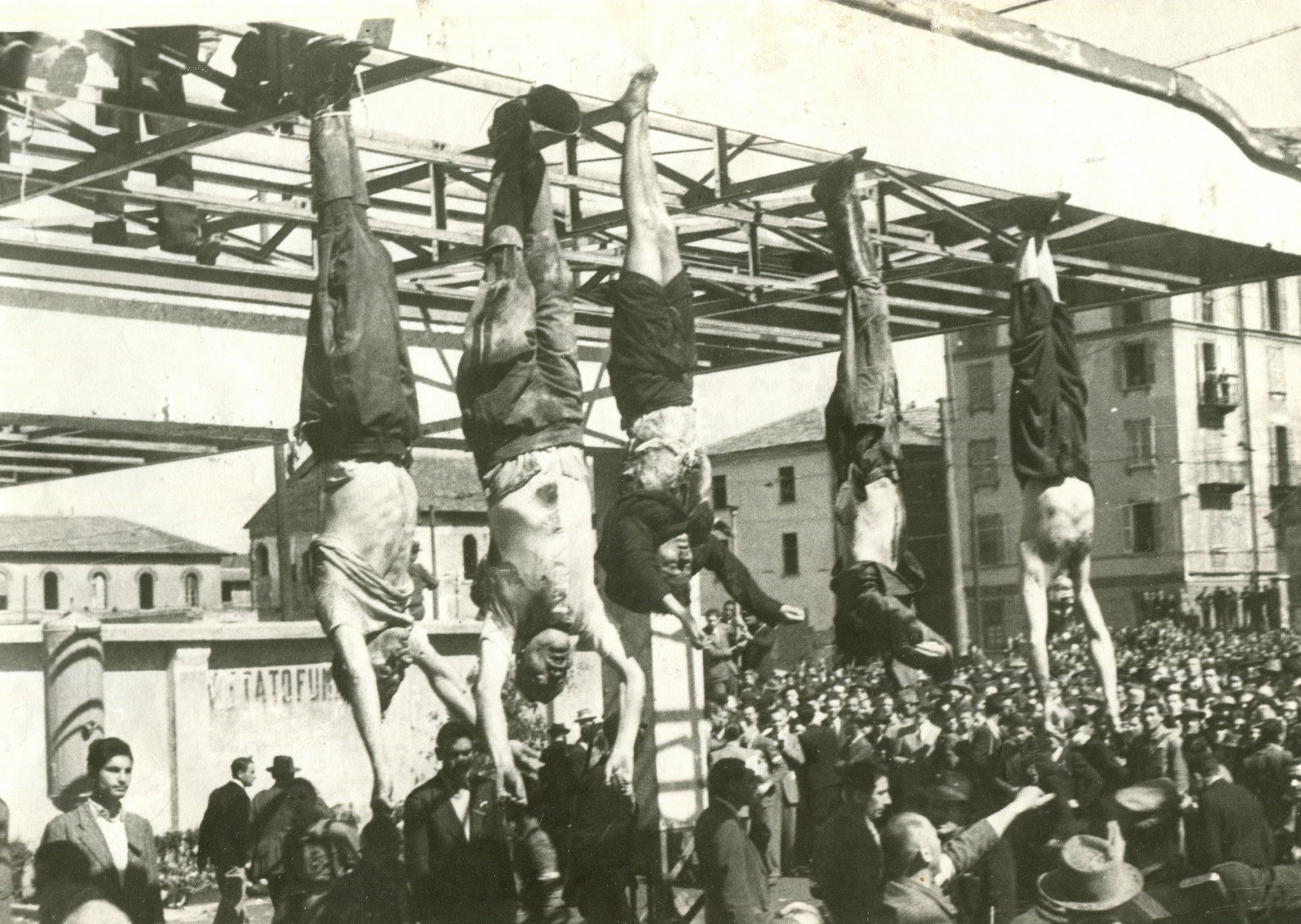
Da Esq., a Dir., os corpos de Bombacci, Mussolini, Clara Petacci, Pavolini e Achille Starace exibidos na praça de Loreto.

Em 1943, depois da queda do regime de Mussolini, Starace foi preso pelo governo realista de Pietro Badoglio. Foi detido apesar de o seu verdadeiro poder outorgado por Mussolini ter finalizado dois anos antes.
Após tentar infrutiferamente recuperar o favor de Mussolini na fantoche da Alemanha Nazista, a República Social Italiana de Salò, Starace foi preso de novo. Desta vez foi encarcerado num campo de concentração em Verona e foi detido por seus antigos colegas por cargos de que tinha debilitado o Partido durante o seu mandato como secretário do mesmo. Starace foi finalmente libertado e mudou-se a Milão. Na primavera de 1945 o regime fantoche de Saló estava a derrubar-se, ao mesmo tempo em que os alemães empreendiam a retirada para a Áustria e os "partisanos" anti-fascistas desciam das montanhas e faziam-se com o controle da situação.
Em 28 de abril de 1945, enquanto ia pela rua, foi reconhecido por um partisano e imediatamente capturado. Depois de um julgamento sumário, foi condenado à morte e fuzilado. Starace foi levado à Piazzale Loreto e mostrou-se-lhe o corpo de Mussolini, que cumprimentou antes do fuzilamento. O seu corpo foi pendurado posteriormente ao lado do Duce, Nicola Bombacci, Clara Petacci e Alessandro Pavolini.